# Малтийска лира
Вижте пояснителната страница за други значения на лира.
Малтийската лира (на английски: Maltese pound; на малтийски: Lira Maltija) е бившата валутата на Малта от 1972 до 31 декември 2007 г. Съкращението на лирата е Lm, въпреки че традиционният знак ₤ често се използва на местно ниво. На английски валутата все още често се нарича лира поради използването в миналото на британската лира.
Еврото заменя малтийската лира като официална валута на Малта на 1 януари 2008 г. при неотменим фиксиран обменен курс от 1 евро за 0,4293 лири.

## История
През 1825 г. с императорска заповед се въвежда британската валута на Малта, замествайки системата, при която циркулират различни монети, включително тази, издадена в Малта от рицарите на Сейнт Джон. Паундът е разделен на 12 скуди от местната валута. Този обменен курс означава, че най-малката малтийска монета (грано) е на стойност една трета от един Фартинг (1 скудо = 20 тари = 240 грани). По този начин монети от 1⁄3 Фартинга (1⁄12 пени) са били издавани за използване в Малта до 1913 г., заедно с редовните британски монети. Сред британските колонии, които са използвали монетите на британската лира, Малта е уникална с притежаването на монета от 1⁄3 Фартинга. Между 1914 и 1918 г. правителството прави емисии на извънредни хартиени банкноти по време на войната.
До 1972 г. лирата се подразделя на 20 шилинга, всеки от 12 пенса с 4 фартинга. От май 1972 г. е лирата се подразделя на 100 цента, а всеки цент на 10 мили.
Банкнотите, издадени от правителството на Малта и след това от Централната банка на Малта, са изписани на английски език до 1972 г. От 1973 до 1985 г. те са изписани на малтийски език на лицевата страна (с валутата, идентифицирана като „лира“) и на английски език на обратната страна (идентифицирайки валутата като паунд). От 1986 г. до 2007 г. малтийският език е използван и от двете страни.
При влизането си в Европейския съюз Малта се съгласява да приеме еврото. Лирата е заменена от еврото на 1 януари 2008 г. като част от Икономическия и паричен съюз на Европейския съюз.
Неотменимият фиксиран обменен курс е установен на 10 юли 2007 г. Той е 0,4293 малтийски лири за 1 евро.